# Deutsche Leichtathletik-Meisterschaften 1950
Die 50. Deutschen Leichtathletik-Meisterschaften wurden am 5. und 6. August 1950 im Stuttgarter Neckarstadion ausgetragen. Nahezu alle Disziplinen einschl. des Marathonlaufs fanden im Rahmen dieser Veranstaltung statt.

## Wettbewerbsprogramm
Die einzige Neuerung im Wettkampfprogramm gegenüber dem Vorjahr war die Veränderung von zwei Disziplinen innerhalb des Fünfkampfs der Frauen: Statt der 100-Meter-Sprintstrecke wurden nun die 200 Meter gelaufen und der Speerwurf wurde durch den 80-Meter-Hürdenlauf ersetzt.

## Ausgelagerte Disziplinen
Es gab drei Ausnahmen mit Meisterschaftswettbewerben an anderen Orten zu anderen Terminen:
- Waldlauf (Männer) – München, 24. April auf einer Streckenlänge mit Einzel- und Mannschaftswertung
- Mehrkämpfe (Frauen: Fünfkampf) / (Männer: Fünfkampf und Zehnkampf), jeweils mit Einzelwertungen – Kassel, 19./20. August
- 50-km-Gehen (Männer) – München, 20. August mit Einzel- und Mannschaftswertung

## Sportliche Leistungen
Sehr vielseitig bei diesen Meisterschaften zeigte sich Josef Hipp, der mit den Siegen im Diskuswurf, Fünf- und Zehnkampf drei Titel gewann und außerdem noch Platz vier im Weitsprung belegte. Bei den Deutschen Meisterschaften in den folgenden Jahren bis 1954 zeigte sich der Sportler noch sehr erfolgreich und holte weitere Meistertitel im Kugelstoßen, Diskuswurf sowie Zehnkampf.

## Medaillengewinner Männer
Die folgenden Übersichten fassen die Medaillengewinner und -gewinnerinnen zusammen. Eine ausführlichere Übersicht mit den jeweils ersten sechs in den einzelnen Disziplinen findet sich unter dem Link Deutsche Leichtathletik-Meisterschaften 1950/Resultate.
| Disziplin                                   | Gold                                                                                   | Leistung            | Silber                                                                      | Leistung             | Bronze                                                                             | Leistung            |
| ------------------------------------------- | -------------------------------------------------------------------------------------- | ------------------- | --------------------------------------------------------------------------- | -------------------- | ---------------------------------------------------------------------------------- | ------------------- |
| 100 m                                       | Werner Zandt (Stuttgarter Kickers)                                                     | 10,6 s00            | Konrad Wittekindt (Eintracht Frankfurt)                                     | 10,7 s00             | Heinz Fischer (Preussen Krefeld)                                                   | 10,7 s00            |
| 200 m                                       | Werner Zandt (Stuttgarter Kickers)                                                     | 21,7 s00            | Herbert Wudtke (VfB Stuttgart)                                              | 21,8 s00             | Leo Lickes (CSV Marathon 1910 Krefeld)                                             | 21,8 s00            |
| 400 m                                       | Hubert Huppertz (TuS Rot-Weiß Koblenz)                                                 | 47,4 s00            | Hans Geister (CSV Marathon 1910 Krefeld)                                    | 47,6 s00             | Gerhard Audorf (TuS Rot-Weiß Koblenz)                                              | 47,6 s00            |
| 800 m                                       | Günther Steines (TuS Rot-Weiß Koblenz)                                                 | 1:50,9 min          | Urban Cleve (Preussen Krefeld)                                              | 1:51,4 min           | Heinz Ulzheimer (Eintracht Frankfurt)                                              | 1:51,6 min          |
| 1500 m                                      | Rolf Lamers (Rot-Weiß Oberhausen)                                                      | 3:54,0 min          | Ludwig Warnemünde (VfL Pinneberg)                                           | 3:55,2 min           | Heinz Laufer (TG Schwenningen)                                                     | 3:55,4 min          |
| 5000 m                                      | Herbert Schade (Barmer TV 1846 Wuppertal)                                              | 14:38,6 min         | Erich Müller (1. FC Schweinfurt 05)                                         | 15:16,0 min          | Günter Heßelmann (SuS 09 Dinslaken)                                                | 15:16,2 min         |
| 10.000 m                                    | Hermann Eberlein (TSV 1860 München)                                                    | 31:32,4 min         | Siegfried Steller (SCC Berlin)                                              | 32:04,8 min          | Klaus Metz (Eintracht Frankfurt)                                                   | 32:04,8 min         |
| Marathon                                    | Wilfried Hogrefe (Eintracht Hannover)                                                  | 2:46:48 h000        | Wilhelm Bürklein (ESV Rot-Weiß Stuttgart)                                   | 2:50:23 h000         | Ernst Weber (SCC Berlin)                                                           | 2:59:17 h000        |
| Marathon, Mannschaftswertung                | SCC BerlinErnst Weber Gerhard Scholz Maybaum                                           | 9:17:25 h000        | FSV FrankfurtErich Lachhein Hans Engel Egon Pfarr                           | 9:41:54 h000         | SV Büren 21Hans Starke Josef Brückner Willi Trapp                                  | 9:45:47 h000        |
| 110 m Hürden                                | Hans Zepernick (Blau-Weiß Osnabrück)                                                   | 14,8 s00            | Wolfgang Troßbach (Berliner SC)                                             | 15,0 s00             | Ernst Becker (Werder Bremen)                                                       | 15,0 s00            |
| 400 m Hürden                                | Karl Kohlhoff (TuS Rot-Weiß Koblenz)                                                   | 54,5 s00            | Waldemar Richter (VfL 1863 Hagen)                                           | 55,2 s00             | Georg Dengler (TV Fürth 1860)                                                      | 55,8 s00            |
| 3000 m Hindernis                            | Alfred Dompert (Stuttgarter Kickers)                                                   | 9:28,6 min          | Gerhard Wiedenhorn (SpVgg. Böblingen)                                       | 9:46,2 min           | Peter Maassen (Barmer TV 1846 Wuppertal)                                           | 9:46,8 min          |
| 4 × 100 m Staffel                           | Eintracht FrankfurtP. Schulz Werner Becker P. Schäfer Konrad Wittekindt                | 41,9 s00            | Preussen KrefeldHeinz Fischer Wilhelm Bauer Josef Heinen Paul Schochow      | 42,3 s00             | ASV NordrachKurt Spitzmüller Borgmann Paul Bieser Ulrich Wolters                   | 42,4 s00            |
| 4 × 400 m Staffel                           | TuS Rot-Weiß Koblenz IGerhard Audorf Alfred Hochscheid Günther Steines Hubert Huppertz | 3:16,4 min          | VfL 1863 HagenWilli Böhm Waldemar Richter Herbert Hosbach Wolfgang Miedecke | 3:18,0 min           | TuS Rot-Weiß Koblenz IIPeter Mirkes Karl Kohlhoff Siegfried Rheindorf Bert Steines | 3:19,6 min          |
| 3 × 1000 m Staffel                          | Werder BremenHans Wever Karl Kluge Kurt Bonah                                          | 7:28,2 min          | Rot-Weiß Oberhausen IHeinz Hoewner Willi Klömpken Rolf Lamers               | 7:30,8 min           | Rot-Weiß Oberhausen IIWerner Stein Karl-Friedrich Dörsing Karl Grünsfelder         | 7:33,0 min          |
| 10.000 m Bahngehen                          | Rudolf Lüttge (Eintracht Braunschweig)                                                 | 50:10,8 min         | Hermann Grittner (ESV Olympia Köln)                                         | 50:25,2 min          | Bernd Schwertel (VfR 19 Limburg)                                                   | 50:25,4 min         |
| 50-km-Gehen                                 | Hermann Grittner (ESV Olympia Köln)                                                    | 4:52:05 h000        | Herbert Nagel (WSV Braunschweig)                                            | 4:59:34 h000         | Rudolf Kabelitz (SCC Berlin)                                                       | 5:03:53 h000        |
| 50-km-Gehen, Mannschaftswertung             | WSV BraunschweigHerbert Nagel Gustav Peinemann Helmut Ludwig                           | 15:54:45 h000       | SCC BerlinRudolf Kabelitz Reinhold Hertel Erich Meyer                       | 16:32:29 h000        | Hamburger SVEmil Griem Rudolf Modes Hermann Feucht                                 | 16:51:28 h000       |
| Hochsprung                                  | Dieter Hoppenrath (CSV Marathon 1910 Krefeld)                                          | 1,88 m              | Hermann Nacke (Polizei SV Kiel)                                             | 1,86 m               | Günter Theilmann (Eintracht Frankfurt)                                             | 1,86 m              |
| Stabhochsprung                              | Hanfried Oertel (TuS Rot-Weiß Koblenz)                                                 | 3,90 m              | Gustav Stührk (TSV 1860 München)                                            | 3,90 m               | Julius Schneider (SC Pforzheim)                                                    | 3,90 m              |
| Weitsprung                                  | Gerhard Luther (TSV 1860 München)                                                      | 7,25 m              | Herbert Vatter (1. FC Nürnberg)                                             | 7,19 m               | Herbert Göbel (SV Korbach 09)                                                      | 6,98 m              |
| Dreisprung                                  | Werner Bodenhagen (MTV Wolfenbüttel)                                                   | 14,82 m             | Theo Strohschnieder (TV Cloppenburg)                                        | 14,65 m              | Herbert Zimmer (Rot-Weiß Oberhausen)                                               | 14,00 m             |
| Kugelstoßen                                 | Josef Bongen (TSV Viersen)                                                             | 14,62 m             | Otto Luh (VfB Gießen)                                                       | 14,51 m              | Josef Hipp (TSG Balingen)                                                          | 14,50 m             |
| Diskuswurf                                  | Josef Hipp (TSG Balingen)                                                              | 47,95 m             | Gerhard Hilbrecht (TSV 1860 München)                                        | 45,86 m              | Gustav Marktanner (Stuttgarter Kickers)                                            | 45,60 m             |
| Hammerwurf                                  | Karl Storch (Borussia Fulda)                                                           | 56,05 m             | Karl Wolf (Karlsruher TV 1846)                                              | 53,77 m              | Karl Hagenburger (TSV Mannheim 46)                                                 | 51,79 m             |
| Speerwurf                                   | Emil Sick (Stuttgarter Kickers)                                                        | 63,52 m             | Herbert Hauer (DSD Düsseldorf)                                              | 61,47 m              | Heinrich Will (Rendsburger TSV)                                                    | 61,32 m             |
| Fünfkampf, 1934er W. 2. Zeile: 1980er Wert. | Josef Hipp (TSG Balingen)                                                              | 3849 P (3621 P)     | Gerhard Luther (TSV 1860 München)                                           | 3776 P (3610 P)      | Günter Theilmann (Eintracht Frankfurt)                                             | 3687 P (3520 P)     |
| Zehnkampf, 1934er W. 2. Zeile: 1980er Wert. | Josef Hipp (TSG Balingen)                                                              | 7074 P (6658 P)     | Gerhard Luther (TSV 1860 München)                                           | 6641 P (6388 P)      | Ludwig Koppenwallner (VfL München)                                                 | 6355 P (6163 P)     |
| Waldlauf – 7500 m                           | Otto Eitel (TSV Esslingen)                                                             | 23:08,0 min         | Herbert Schade (Barmer TV 1846 Wuppertal)                                   | 23:46,9 min          | Helmut Gude (TSV Esslingen)                                                        | 23:57,0 min         |
| Waldlauf, Mannschaftswertung                | TSV EsslingenOtto Eitel Helmut Gude Helmut Bolzhauser                                  | 12 P (Plätze 1/3/9) | TSV 1860 MünchenLudwig Kaindl Hermann Eberlein Hans Glöckler                | 21 P (Plätze 4/5/20) | TuS Rot-Weiß KoblenzWilli Holtkamp Günther Hennerici v. Stackelberg                | 31 P (Plä. 7/12/24) |

## Medaillengewinnerinnen, Frauen
| Disziplin                                      | Gold                                                                  | Leistung       | Silber                                                                      | Leistung       | Bronze                                                                                | Leistung       |
| ---------------------------------------------- | --------------------------------------------------------------------- | -------------- | --------------------------------------------------------------------------- | -------------- | ------------------------------------------------------------------------------------- | -------------- |
| 100 m                                          | Margot Glöckner (Eintracht Frankfurt)                                 | 12,1 s         | Maria Sander geb. Domagala (SuS 09 Dinslaken)                               | 12,2 s         | Marga Petersen (Werder Bremen)                                                        | 12,2 s         |
| 200 m                                          | Maria Hertneck (SV Vaihingen)                                         | 25,9 s         | Edith Schürmann (Rot-Weiß Oberhausen)                                       | 26,0 s         | Christel Neukirch (Bonner FV)                                                         | 26,1 s         |
| 80 m Hürden                                    | Anneliese Seonbuchner (1. FC Nürnberg)                                | 12,1 s         | Lotte Wackersreuther (1. FC Nürnberg)                                       | 12,2 s         | Hildegard Hellwig (VfB 06/08 Remscheid)                                               | 12,3 s         |
| 4 × 100 m Staffel                              | MTV 1879 MünchenIda Adler Erika Eckelt Hermine Grabmair Karin Fehring | 49,2 s         | Werder BremenAlwine Schulz Lena Stumpf Helga Kluge geb. Huhn Marga Petersen | 49,2 s         | Eintracht FrankfurtUrsula Presslmair Hannelore Buchmeyer Margot Glöckner Gisela Reich | 49,8 s         |
| Hochsprung                                     | Toni Butz (FC Singen 04)                                              | 1,57 m         | Grete Beickelmann (TuS Opladen)                                             | 1,56 m         | Erika Eckelt (MTV 1879 München)                                                       | 1,54 m         |
| Weitsprung                                     | Lena Stumpf (Werder Bremen)                                           | 5,86 m         | Leni Hofknecht (Bayreuther Turnerschaft)                                    | 5,60 m         | Elisabeth Schmitz (OSV Hörde)                                                         | 5,58 m         |
| Kugelstoßen                                    | Dorothea Kreß (VfL Pinneberg)                                         | 12,34 m        | Hilde Siemer (Oldenburger Turnerbund)                                       | 12,19 m        | Lilli Kähler (USC Heidelberg)                                                         | 11,99 m        |
| Diskuswurf                                     | Karen Sonneck geb. Uthke (ASV Köln)                                   | 42,01 m        | Hella Hettich (FC Singen 04)                                                | 39,61 m        | Else Hümmer geb. Graf (1. FC Nürnberg)                                                | 39,04 m        |
| Speerwurf                                      | Marlies Müller (TuS Rot-Weiß Koblenz)                                 | 44,26 m        | Gisela Maier (Stuttgarter Kickers)                                          | 40,09 m        | Helga Karsten (SV St. Georg 1895 Hamburg)                                             | 38,50 m        |
| Fünfkampf, offiz. Wert. 2. Zeile: 1955er Wert. | Maria Sander geb. Domagala (SuS 09 Dinslaken)                         | 424 P (4288 P) | Lena Stumpf (Werder Bremen)                                                 | 413 P (4176 P) | Lore Fauth (Stuttgarter Kickers)                                                      | 368 P (3996 P) |

## Videolink
- Filmausschnitte u. a. von den Deutschen Leichtathletikmeisterschaften 1950 auf filmothek.bundesarchiv.de, Bereich: 7:00 min bis 8:22 min, abgerufen am 30. März 2021